# Templo de San Francisco de Asís (Átil)
El antiguo templo de San Francisco de Asís es un edificio católico del pueblo mexicano de Átil, Sonora. Fue construido en el año de 1730 con ayuda del misionero alemán Jacobo Sedelmayer, cuando el lugar se conocía como la misión de Santa Teresa y su templo original que había construido el jesuita italiano Eusebio Francisco Kino quedó en ruinas. El edificio es catalogado como Conjunto Arquitectónico por el Instituto Nacional de Antropología e Historia para su preservación.
La iglesia fue dañada en 1751 por un movimiento de los apache. En el año de 1756 el padre alemán Ignacio Pfefferkorn la declaró cabecera de la región, en ese tiempo funcionaba como cuartel militar estando a cargo en padre José Hafenrichter. Esa función se concluyó hasta 1763 con los padres Luis Vivar, y Francisco Javier Villarroya.
En el año de 1926 se inició la construcción de un recinto nuevo por los ciudadanos del pueblo a un costado de este edificio, el cual este último mencionado ya no está en uso.